# Podmokly (okres Klatovy)
Podmokly (německy Podmok, též Podmokl) jsou obec v okrese Klatovy v Plzeňském kraji. Žije zde 152 obyvatel. Nejbližším městem je Sušice vzdálená vzdušnou čarou asi čtyři kilometry západním směrem.

## Historie
První písemná zmínka o obci pochází z roku 1045.

## Obyvatelstvo
| Rok            | 1869 | 1880 | 1890 | 1900 | 1910 | 1921 | 1930 | 1950 | 1961 | 1970 | 1980 | 1991 | 2001 | 2011 | 2021 |
| -------------- | ---- | ---- | ---- | ---- | ---- | ---- | ---- | ---- | ---- | ---- | ---- | ---- | ---- | ---- | ---- |
| Počet obyvatel | 432  | 390  | 381  | 377  | 372  | 403  | 378  | 274  | 277  | 228  | 191  | 179  | 180  | 169  | 126  |
| Počet domů     | 57   | 51   | 52   | 55   | 58   | 58   | 63   | 68   | 64   | 60   | 60   | 58   | 63   | 67   | 68   |

## Obecní správa
Mezi lety 1869–1976 Podmokly byly obcí v okrese Sušice (1869–1950) a později v okrese Klatovy. Od 30. dubna 1976 do 31. prosince 1993 patřily jako část města k Sušici a od 1. ledna 1994 jsou opět samostatnou obcí. V letech 1850–1962 k obci patřil Rok.

### Obecní symboly
Znak a vlajka byly obci uděleny rozhodnutím předsedy Poslanecké sněmovny Parlamentu České republiky dne 18. června 2003.

## Pamětihodnosti
- Zámek Podmokly
- Pomník obětem první světové války
- Židovský hřbitov v Podmoklech
- Synagoga v Podmoklech